# Thanatus xinjiangensis
Thanatus xinjiangensis är en spindelart som beskrevs av Hu och Wu 1989. Thanatus xinjiangensis ingår i släktet Thanatus och familjen snabblöparspindlar. Inga underarter finns listade i Catalogue of Life.